# Echinotriton chinhaiensis
Espèce
Synonymes
- Tylototriton chinhaiensis Chang, 1932

Statut de conservation UICN

 CR B1ab(iii,iv)+2ab(iii,iv) : 
En danger critique
Echinotriton chinhaiensis est une espèce d'urodèles de la famille des Salamandridae.

## Répartition
Cette espèce est endémique du Zhejiang en Chine. Elle se rencontre de 100 à 200 m d'altitude dans le district de Beilun.

## Étymologie
Son nom d'espèce, composé de chinhai et du suffixe latin -ensis, « qui vit dans, qui habite », lui a été donné en référence au lieu de sa découverte, le district de Zhenhai, autrefois Chinhai.

## Publication originale
- Chang, 1932 : Notes on two salamanders from Chekiang, Tylototriton chinhaiensis sp. n., and Triturus sinensis (Gray). Contributions from the Biological Laboratory of the Science Society of China, Zoological series, vol. 8, p. 201-212.